# György Majláth (1752-1821)
György Majláth (Krškany, 20 luglio 1752 – Pest, 19 febbraio 1821) è stato un nobile, giudice e politico ungherese.

## Biografa
Membro della nobile famiglia dei Majláth, György nacque a Krškany, in Ungheria (odierna Croazia), nel 1752, figlio di József Majláth (1703-1757) e di sua moglie, la Kata Lőrinczy. Suo fratello, il conte József Majláth, fu ministro di stato e capo di stato maggiore dell'esercito ungherese.
Come secondogenito György all'età di 15 anni venne avviato alla carriera ecclesiastica ed entrò a far parte dell'ordine dei Gesuiti, ma quando l'ordine venne sciolto infine nel 1773, decise di tornare alla carriera secolare sentendosi poco portato alla vita clericale, pur mantenendo una profonda religiosità personale. Dopo aver conseguito una laurea in giurisprudenza e il superamento dell'esame di avvocato, divenne giurisperito nella contea di Hont dove operò su consiglio del principe Esterházy. Nel 1781 venne nominato procuratore ad Óbuda. Nel 1786 divenne presidente del consiglio del distretto di Dunáninnen. Si occupò di diffondere in Ungheria le disposizioni legislative del giuseppinismo e nel 1795 divenne infine giudice palatino. Nominato consigliere nel 1798, nel 1805 passò a consigliere alla corte di Vienna e divenne referente della cancelleria di corte. Fu oratore al parlamento di Bratislava nel 1802, 1807 e nel 1808, aggiudicandosi la commenda dell'Ordine Reale di Santo Stefano d'Ungheria.

## Matrimonio e figli
Il 31 maggio 1785, sposò Klára Hrabovszky, figlia di Gáspár Hrabovszky (1710 - 1791), e di sua moglie Julianna Baranyay. La coppia ebbe insieme un figlio:
- György Majláth (1786-1861), politico e giudice, sposò Karolina Uzovics e fu padre del politico ungherese György Majláth (1818-1883)